# 吉崎響
HIBIKI/吉崎響（ひびき/よしざき ひびき、1980年3月10日 - ）は、日本のスタジオカラー所属の監督・映像ディレクター。東京都中野区出身。多摩美術大学情報デザイン学科卒業。永易直樹とVJユニット「COTOBUKI」結成。2011年までHIBIKI名義の活動が多かったが、近年は本名を使用する機会が増えている。

## 略歴
- 1998年 - 啓明学園高校卒業。立川美術学院時代に山賀博之に見出され、ガイナックスに出入りするようになり、アニメ業界デビュー。
- 1999年 - 多摩美術大学情報デザイン学科入学。六本木、 渋谷、新宿、吉祥寺、八王子など広範囲でVJ活動を展開。在学中、森本晃司に誘われ、 スタジオ4℃に出入りする。
- 2003年 - 多摩美卒業後、MV/PV制作、マクロスシリーズなどアニメ作品のモニターグラフィックスデザインを手掛ける。
- 2010年 - クラムボン『KANADE DANCE』MVのディレクションを務める。（アニメーション制作はサテライト。）BNN新社出版『映像作家100人2011』に選ばれる。
- 2012年 - 『ヱヴァンゲリヲン新劇場版:Q』デザインワークス、モニターグラフィックスデザインディレクター。
- 2014年 - 初オリジナル監督作品『ME!ME!ME!』(feat. daoko/TeddyLoid)で、日本アニメ（ーター）見本市上半期の再生回数ナンバーワンを記録し、国内外から高い評価を得る。
- 2022年 - Eveの初映画作品『Adam by Eve: A Live in Animation』内の楽曲『暴徒』MV制作で、初めてNETFLIX作品に参加。

## 人物
- バイク、車、サバイバルゲーム、登山、DJなど多趣味。
- もともと森本晃司や田中達之に憧れて、2Dアニメーターになりたいと考えていた[1]。
- 高校時代、『MEMORIES』森本晃司監督作品『彼女の想いで』、ケン・イシイ『EXTRA』のMVに影響を受けた[2]。
- 「KANADE DANCE」MVに登場する「足ながクモくん」は、本人のお気に入りらしい[3]。
- CGではなく作画メインのアニメ作品に携わるのは、『夜桜四重奏 - ツキニナク -』が初めて。
- 2019年、突発性難聴で倒れ、療養のため活動休止[4]。
- 2020年、HALのTVCM「Power of Voice」篇で復帰[5]。

## 参加作品

### アニメ

#### アニメ作品 （テレビ・OVA）
- 『マクロスゼロ』vol.3～vol.5（2003-2004年） - CGスタッフ
- 『GUNDAM EVOLVE13 』- （2005年）- CGスタッフ
- 『ノエイン　もうひとりの君へ』（～2006年）- モニターグラフィックスデザイン
- 『キスダム -ENGAGE planet-』（～2007年）- モニターグラフィックスデザイン
- 『マクロスF』（2008年）- モニターグラフィックスデザイン
- 『TARGET HAL マイクロアドベンチャー』 -（2008年）
- 『虫歯鉄道』（2008年）- CGスタッフ（TRICKBLOCK内）
- 『VIPER'S CREED』（2009年）- モニターグラフィックスデザイン
- 『Halo Legends』荒牧伸志監督作品『The Package』-（2009年）- モニターグラフィックスデザイン
- 『between us ダーシェンカ 』ビクターエンタテインメントより発売されたダーシェンカのアニメDVD- （2005年）- gakunakataとともにディレクション、プロダクションワークス
- 『セイクリッドセブン』（2011年）- モニターグラフィックスデザインで一部参加

#### アニメ作品 （映画）
- 『ヱヴァンゲリヲン新劇場版:Q』（2012年）- デザインワークス、モニターグラフィックスディレクター
- 『龍の歯医者』NHK BSプレミアム版（2016年）- 一部シーン　絵コンテ・演出
- 『シン・エヴァンゲリオン劇場版』（2021年）- 画コンテ案・イメージボード
- 『Adam by Eve: A Live in Animation』（2022年）- Eve (歌手)による楽曲「暴徒」MV - 監督

#### アニメ関連のミュージックビデオ
- 『娘クリ Nyan×2 Music Clip』（2010年）- ディレクション
- Neon Gravity ×『バスカッシュ!』Party Jacker（2010年）- ディレクション
- 『Listen to Our Song! Superdimentional Divas LIVE! 』シェリル・ノーム、ランカ・リーが歌って踊るフルCG LIVE ムービー（2011年）- ディレクション
- メーウ『pair* Factory MIX』（2011年）- スタジオカラーデジタル部にて、初期の構成・演出、編集。
- 『AKB0048』Next Stage -（2013年）- （NO NAME「主なきその声」）OPディレクション
- 『夜桜四重奏 - ハナノウタ -』（監督：りょーちも） -（2013年）- （UNISON SQUARE GARDEN「桜のあと(all quartets lead to the?)」）演出、絵コンテ
- コミックス限定版OAD「夜桜四重奏 - ツキニナク -」演出、絵コンテ
- 『劇場版マクロスF 30th dシュディスタb BOX』 -（2014年）- 「dシュディスタb｣エンディングライブ映像　監督・演出・絵コンテ
- 日本アニメ（ーター）見本市 『ME!ME!ME!』feat. daoko/TeddyLoid -（2014年） - スタジオカラーとドワンゴによる短編作品　企画・原案・監督
- 日本アニメ（ーター）見本市 『Kanón』 -（2015年） - 舞台演出
- 日本アニメ（ーター）見本市 『ME!ME!ME!feat.daoko/TeddyLoid』 -（2015年） －　監督・編集・VJ
- 日本アニメ（ーター）見本市 『GIRL』 -（2015年） －　監督・原案・絵コンテ
- 「桜流し」ヱヴァQバージョン 宇多田ヒカル（2016年）監督
- スタジオカラー「10周年記念デモリール」（2016年）編集　（音楽は鷺巣詩郎）
- 『Eve-暴徒』「ツアーファイナル & 誕生日記念」（2022年）

#### アニメ関連・その他
- 『ジーニアス・パーティ』河森正治監督短編作品PV-（2005年）- アートディレクション
- 『バスカッシュ!』東京国際映画祭用PV（2008年）- アートディレクション
- NIKE iD×『バスカッシュ!』/AIR ZOOM SHARKLEY iD（2009年）- プロモーション関連のアートディレクション
- PSP用ゲーム『マクロスアルティメットフロンティア超時空娘々パック』「歴代バルキリー競演」（2009年）-ディレクション、演出、コンテ
- JBリーグ（日本プロバスケットボールリーグ）×『バスカッシュ!』/AIR ZOOM SHARKLEY iD（2009年）- PVディレクション
- サテライト監修 ミニ四駆 / TMX-01 （2010年）-コンセプトムービー
- 『バスカッシュ!2.0』（2010年）- 国際アニメフェア用PV
- 『コクリコ坂から』公開記念 手嶌葵 360°ライヴ in nicofarre- スタジオジブリ × スタジオカラー × ニコニコ動画 -（2011年）- スタジオカラーデジタル部にて、映像演出・ディレクション
- 『AKB0048』公開オーディション -（2012年）- OPディレクション
- Project Young. (2021-2022) - 審査員

### 音楽

#### ミュージックビデオ
（おもにディレクション）
- 『APATHEIA』Hitoshi Oishi（2004年）
- 『DRIVE』SEAMO（2005年）
- 『Drops of Creation』YAMAUCHI（2005年）[6]
- 『tsuki remix』TOBY（2005年）
- 『hello』Sotte Bosse（2007年）
- 『Believe』i-dep（2007年）[7]
- 『太陽のキス』Sotte Bosse(2007年）[8]
- 『PAIR』delofamilia（2007年）
- 『ひらり』Sotte Bosse(2008年）
- 『ボクたちのうた』Sotte Bosse（2008年）アートディレクション、プランニング（実写作品）
- 『White light』marter(2009年）クリエイティブスーパーバイザー
- 『POP OUT!』i-dep（2009年）[9]
- 『Room #204』Jazztronik（2009年）（COTOBUKI名義）
- 『KANADE DANCE』クラムボン（2010年）（制作：サテライト）[10]

#### ライブ映像
- i-dep Super Departure Release Party（2006年）OP
- i-dep festa do i-dep（2006年）OP
- i-dep tour de i-dep!!! - Feel the fine tuning!!（2007年）OP

#### 音楽関連・その他
- BOOM BOOM SATELLITES『BOOM BOOM SATELITES JAPAN TOUR 2009』DVD （2007年）OPなど
- dot i/o（クラムボン mitoのソロプロジェクト）「Sea Feels」（2010年）アートワークス

### TV CM
- HAL 2016年度TVCM「嫌い、でも、好き」篇 -（2016年）- ディレクション[11]
- HAL 2020年度TVCM「Power of Voice」篇 -（2020年）- ディレクション[12] 音楽 まふまふ

### ゲーム
- 『Dance Dance Revolution Universe』　北米仕様BG/UIムービー（2006年）
- 『Dance Dance Revolution Universe2』 北米仕様BG/UIムービー（2007年）
- 『Dance Dance Revolution Universe3』 北米仕様BG/UIムービー（2008年）
- 『Jリーグウイニングイレブン2009 クラブチャンピオンシップ』（2008年）アイキャッチムービー（TRICK BLOCK内）
- 『Jリーグウイニングイレブン2009』（2008年）アイキャッチムービー
- VitaminX（2011）OP 演出サポート、モーショングラフィックス
- エースコンバット インフィニティ (2014) ゲーム内ムービー モニターグラフィックス
- エースコンバット7 スカイズ・アンノウン (2019) シネマティクス監督・演出[13]

### イベント
- シャネル銀座　オープニングイベント（2004年）映像デザイン
- National Sales Meeting （2005年）医療関連イベント用ムービー
- 東京モーターショー07/マツダ （2007年）展示ブース用ムービー

### その他
- 『ムービープラス便り』（2006年）OP （音楽：i-dep ナカムラヒロシ）
- CS『グリーンチャンネル』（2006年）ステーションID　春夏秋
- スペースシャワーTV 着うたフル（2006年）TVスポット
- テレビドラマ『MM9』（2010年）OP （総監督：樋口真嗣）
- 『ナオト・インティライミ冒険記　旅歌ダイアリー』（2013年4月劇場公開作品）OP 映像ディレクション（監督：石田雄介、OPアートディレクション：永易直樹）
- 『キャプテンハーロック』タイトルロゴデザイン

## 出版
- 2018年 - 『ME!ME!ME! BOOK!BOOK!BOOK!』日本アニメ（ーター）見本市内で制作されたMV『ME!ME!ME!』ビジュアルブック[14]

## 掲載
- 2009年 - 『CG WORLD』2009年8月号p21「虫歯鉄道」メイキング
- 2010年 - 『映像作家100人2011』
- 2010年 - 『CG WORLD』2010年9月号p54-55 （クラムボンMV「KANADE DANCE」メイキング）HIBIKI名義
- 2011年 - 『ACES at WAR - A HISTORY』p106-111 エースコンバットの世界を凝縮したオフィシャルブック 糸見功輔（バンダイナムコスタジオ)×吉﨑響×堀内秀峰（第6航空団)
- 2011年 - 『CG WORLD』2011年9月号 （ メーウ『pair* Factory MIX』メイキング）(制作：スタジオカラー)
- 2013年 - 『CG WORLD』2013年6月号 p52-53 （ヱヴァンゲリヲン新劇場版:Q　モニターグラフィックスについて）小林浩康、座間香代子、吉﨑響
- 2013年 - 『CG WORLD』2013年7月号 p28-33 （「アニメーション作品におけるモニターグラフィックスの作成」）
- 2014年 - 『CG WORLD』2014年10月号 p80-83 （『エースコンバット インフィニティ グラフィックエフェクツ制作) 吉﨑響、鈴木陽太 (flapper3)、白砂貴広(flapper3)
- 2015年 - 『SWITCH』VOL.33 NO.4 p68-69 （「吉崎響＋川村元気が語る映像と音楽の幸福な出会い方」）
- 2015年 - 『SWITCH』VOL.33 NO.11 p122-133 （TALK ABOUT ANIMATION MV DAOKO x 吉崎響 x 井関修一）
- 2015年 - 『CUT』11月号 第26巻 p88-93 （「DAOKO x 吉崎響 ）気鋭の才能ふたりがジャンルとジェンダーを超えて生み出した世界」
- 2016年 - 『CG WORLD』2014年3月号 p38-41 （「ME!ME!ME!CHRONIC feat.daoko/TeddyLoyd」鮮やかなVJ表現＆モーショングラフィックスで魅せる）吉﨑響、sankaku△、flapper3
- 2018年 - 『ANIME NEWS NETWORK』「Anime Expo 2018: Me!Me!Me! with Hibiki Yoshizaki」[15]
- 2019年 - 『ACES at WAR - A HISTORY 2019』 エースコンバット7 スカイズ・アンノウン シネマティクス設定資料集、対談「映像が伝えるストレンジリアルの温度」吉﨑響×糸見功輔（バンダイナムコスタジオ)
- 2019年 - 『Otaku News』「An Interview with Studio Khara's Hibiki Yoshizaki」[16]
- 2019年 - 『ANIME SUPERHERO』「MCM London Comic Con October 2018 – Hibiki Yoshizaki Interview」[17]
- 2021年 - 『animascope』2021年9月号 「ME!ME!ME!」「GIRL」アートワークス [18]
- 2022年 - 『Adam by Eve Official Visual Book』p28-51 『暴徒』MV制作資料集、吉﨑響×川村元気プロデューサー　スペシャル対談

## イベントでの上映など
- 2010年 - SIGGRAPH ASIA 2010 (ソウル）プレミア上映作品 - クラムボン『KANADE DANCE』(制作：サテライト)
- 2011年 - SIGGRAPH ASIA 2011　（香港）プレミア上映作品 -『Listen to Our Song! Superdimentional Divas LIVE!』
- 2015年 - 新千歳空港国際アニメーション映画祭 2015 (札幌）『ME!ME!ME!』上映
- 2015年 - Scotland Loves Anime (エディンバラ）『ME!ME!ME!』上映、トークショー [19]
- 2016年 - 台湾漫画博覧会 日本館（台北）スタジオカラー10周年記念ワールドツアー 『ME!ME!ME!』上映、トークショー
- 2016年 - Anime Festival Asia 2016 (バンコク）スタジオカラー10周年記念ワールドツアー 『ME!ME!ME!』上映、トークショー
- 2016年 - Façon Manga (パリ）ポンピドゥー・センター 第3回アニメーションフェスティバル『ME!ME!ME!』上映 [20]
- 2017年 - Viborg Animeation Festival (デンマーク、ビボー）『ME!ME!ME!』上映、トークショー [21]
- 2018年 - MCM London Comic Con (ロンドン）『ME!ME!ME!』上映、トークショー [22]
- 2018年 - Anime Matsuri (テキサス）『ME!ME!ME!』上映 [23]
- 2018年 - Anime Expo (ロサンゼルス）『ME!ME!ME!』上映、トークショー [15]

## 出演
- 2015年 - 「日本アニメ（ーター）見本市　-同トレス」「ME!ME!ME!」解説 出演：吉﨑響、井関修一、TeddyLoid、氷川竜介[24]
- 2015年 - 「日本アニメ（ーター）見本市　-同トレス」「GIRL」解説 出演：吉﨑響、DAOKO、井関修一[25]
- 2015年 - 「庵野さんと僕らの向こう見ずな挑戦 日本アニメ（ーター）見本市」NHK　[26]
- 2020年 - 「映像が好きだ、バイクが好きだ」本田技研工業企画インタビュー映像
- 2021年 - 　プロフェッショナル 仕事の流儀　庵野秀明スペシャル NHK